# Kobbie Mainoo
Kobbie Boateng Mainoo (ur. 19 kwietnia 2005 w Stockport) – angielski piłkarz pochodzenia ghańskiego występujący na pozycji pomocnika w Manchesterze United. Reprezentant Anglii. Wicemistrz Europy z 2024 roku.

## Kariera klubowa
Pierwsze juniorskie treningi odbywał w klubie Cheadle & Gatley, z którego w wieku 9 lat dołączył do Manchesteru United.
16 października 2022 roku trafił po raz pierwszy na ławkę rezerwowych podczas zremisowanego 0:0 meczu przeciwko Newcastle United. W seniorskiej piłce zadebiutował 10 stycznia 2023 roku w wygranym 3:0 meczu przeciwko Charlton Athletic, zostając zmienionym w 60 minucie spotkania przez Casemiro. Pierwszego gola dla Czerwonych Diabłów strzelił 28 stycznia 2024 roku w wygranym 2:4 meczu przeciwko Newport County.

## Kariera reprezentacyjna
Młodzieżowy reprezentant Angliii U-18 i U-19. 23 marca 2024 roku zadebiutował w dorosłej kadrze w przegranym 0:1 meczu z Brazylią, zmieniając w 75 minucie spotkania Conora Gallaghera.

## Życie prywatne
Jego rodzice pochodzą z Ghany.

## Statystyki
(aktualne na dzień 12 sierpnia 2025)
| Klub               | Sezon              | Liga               | Liga  | Liga   | Puchar krajowy | Puchar krajowy | Puchar ligi | Puchar ligi | Europa | Europa | Inne  | Inne   | Suma  | Suma   |
| Klub               | Sezon              | Liga               | Mecze | Bramki | Mecze          | Bramki         | Mecze       | Bramki      | Mecze  | Bramki | Mecze | Bramki | Mecze | Bramki |
| ------------------ | ------------------ | ------------------ | ----- | ------ | -------------- | -------------- | ----------- | ----------- | ------ | ------ | ----- | ------ | ----- | ------ |
| Manchester United  | 2022/23            | Premier League     | 1     | 0      | 1              | 0              | 1           | 0           | 0      | 0      | –     | –      | 3     | 0      |
| Manchester United  | 2023/24            | Premier League     | 24    | 3      | 6              | 2              | 0           | 0           | 2      | 0      | –     | –      | 32    | 5      |
| Manchester United  | 2024/25            | Premier League     | 25    | 0      | 2              | 0              | 1           | 0           | 8      | 2      | 1     | 0      | 37    | 2      |
| Manchester United  | 2025/26            | Premier League     | 0     | 0      | 0              | 0              | 0           | 0           | –      | –      | –     | –      | 0     | 0      |
| Ogólnie w karierze | Ogólnie w karierze | Ogólnie w karierze | 50    | 3      | 9              | 2              | 2           | 0           | 10     | 2      | 1     | 0      | 72    | 7      |

## Sukcesy

### Manchester United
- Puchar Anglii (1x): 2023/2024